# Animal (pel·lícula de 2018)
Animal és una pel·lícula de thriller dramàtic argentino-espanyola del 2018 dirigida per Armando Bó Jr, protagonitzada per Guillermo Francella i Carla Peterson. Animal va ser parcialment finançat per l'Institut Nacional de Cinema i Arts Audiovisuals d'Argentina (INCAA)..

## Argument
Antonio Decoud, home de família i gerent d'una planta de processament de carn, viu una vida rica en un barri de classe alta de Mar del Plata. El seu estil de vida educat es veu sacsejat per una malaltia inesperada. Decoud es veurà obligat a lluitar en un terreny desconegut per trobar un donant d'òrgans. Mentrestant, Elías Montero i la seva dona embarassada Lucy Villar, una parella sense sostre, veuen l'oportunitat de canviar les seves vides extorsionant diners a Decoud.

## Repartiment
- Guillermo Francella... Antonio Decoud
- Carla Peterson... Susana Decoud
- Federico Salles... Elías Montero
- Mercedes De Santis... Lucy Villar
- Gloria Carrá... Josefina Hertz
- Marcelo Subiotto... Gabriel Hertz
- Majo Chicar... Linda Decoud
- Joaquín Flammini... Tomás Decoud

## Recepció
Ezequiel Boetti a Otros Cines diu que Bo va fer un assaig sobre la crueltat, l'egoisme, el menyspreu i el conflicte de classes. Paraná Sendrós d’Ambito Financiero lloa la caracterització de Decoud de Francella i descriu la pel·lícula com una sàtira sobre la naturalesa fràgil de les relacions i fortuna. Gaspar Zimerman de Clarín compara Animal amb El cap de la por, ja que ambdues pel·lícules són "experiments de ficció" que s'enfronten a un burgès espantat amb una classe inferior fora de control. Tobias Dunschen de Critique Film observa la manca de un contrapès dramàtic al tractament cridaner de la recerca frenètica de Decoud d'un òrgan que salvi vides. La crítica espanyola Arantxa Acosta, de La Realidad no Existe, a titllar la pel·lícula de "terridor" perquè inspira empatia pels dos antagonistes, Decoud i Montero, per molt baix que puguin caure.

## Reconeixements
Animal va participar en els següents festivals de cinema:
- Festival Internacional de Cinema de Chicago
- Festival Internacional de Cinema de Busan
- Festival Internacional de Cinema de Fajr
- Festival Internacional de Cinema de La Roche-sur-Yon[6]
- LI Festival Internacional de Cinema Fantàstic de Catalunya